# NGC 192
NGC 192 est une galaxie spirale barrée située dans la constellation de la Baleine. NGC 192 a été découverte par l'astronome germano-britannique William Herschel en 1790.

## Caractéristiques
Sa vitesse par rapport au fond diffus cosmologique est de 3 791 ± 24 km/s, ce qui correspond à une distance de Hubble de 55,9 ± 3,9 Mpc (∼182 millions d'al).
La classe de luminosité de NGC 191 est I et elle présente une large raie HI. De plus, elle renferme des régions d'hydrogène ionisé. Selon la base de données Simbad, NGC 192 est une radiogalaxie.

## Groupe de NGC 192
NGC 192 fait partie d'un groupe de galaxies auquel elle a donné son nom. Le groupe de NGC 192 comprend au  moins 5 autres galaxies : NGC 173,  NGC 196, NGC 197, NGC 201 et NGC 237.
Avec les galaxies NGC 196, NGC 197 et NGC 201, elle forme le groupe compact de Hickson HCG 7.